# Hjärnstorm (TV-program)
Hjärnstorm, var en serie tv-program som handlade om människans psyke, visat år 2007 (säsong 1) samt 2009 (säsong 2) i SVT2. Programledare var Henrik Fexeus. Vinjettmusiken i serien var "Oompa Radar" av Goldfrapp.

## Avsnitt

### Säsong 1 (2007)
1. "Vad minns du?"
2. "Kroppsspråket"
3. "Ordlösa signaler"
4. "Kropp och tanke"
5. "Yttre påverkan"
6. "Det du inte ser"
7. "Vad styr dina val?"
8. "Vems är dina åsikter?"

### Säsong 2 (2009)
1. "Hur uppmärksam är du?"
2. "Hur vidskeplig är du?"
3. "Hur känns extas?"
4. "Hur fattar du beslut?"
5. "Pratar du kroppsspråk?"
6. "Vem begränsar dig?"
7. "Hur ser din verklighet ut?"
8. "Kan du hålla tiden?"

## Kuriosa
Före första säsongen av Hjärnstorm började så signerade Henrik Fexeus en bunt på cirka 100 vykort som han gav ut till ett antal kollegor samt ett par trogna bloggläsare.
Hjärnstorm har blivit utsedd att representera SVT i inpirationsmässan Input 2008.